# 朗斯特里特 (路易斯安那州)
朗斯特里特（英語：Longstreet），是美国路易斯安那州下属的一座村镇。根据2010年美国人口普查，该市有人口157人。建置上，属于“village”。